# Tropidophorus latiscutatus
Tropidophorus latiscutatus är en ödleart som beskrevs av  Hikida, Orlov NABHITABHATA och OTA 2002. Tropidophorus latiscutatus ingår i släktet Tropidophorus och familjen skinkar. IUCN kategoriserar arten globalt som otillräckligt studerad. Inga underarter finns listade i Catalogue of Life.